# Själö, Nagu
Själö (finska: Seili) är en ö i Nagu, en del av Pargas stad. Ön ligger ca 7 km norr om Nagu Kyrkbacken, vid Erstan i Skärgårdshavet, ca 30 km söder om Åbo, i landskapet Egentliga Finland. Ön är som mest ca 2,5 km lång och ca 1,5 km bred. Ytan är ca 1,6 km². Namnet Själö består av den gamla ordformen 'själ' för 'säl' och 'ö' och betyder således "Sälön", vilket tyder på att ön har varit hem för sälar och känd bland säljägare redan tidigt. Det finska namnet är i sin tur en härledning av det svenska.
Själö hör till de av miljöförvaltningen utsedda nationellt värdefulla landskapsområdena. Offentliga aktörer på Själö i dag är Forststyrelsen och Skärgårdshavets forskningsinstitut som lyder under Åbo universitet. Sommartid sköter föreningen ProSjälö om att museikyrkan och en sommarkiosk finns tillgängliga för öns besökare.  Företaget Skärgårdskompaniet driver sommartid gästhamns- restaurang- och övernattningsverksamhet på ön. Själö trafikeras året om från Nagu Kyrkbacken av M/S Falkö. Med Falkö reser man gratis. Sommartid kör även de avgiftsbelagda M/S Östern och M/S Fanny till Själö. Östern trafikerar mellan Nagu Kyrkbacken och Hanka i Rimito, medan Fanny kör mellan Åbo och Nagu.

## Historia

### Förhistoria
Dagens Själö har formats av flera öar som har vuxit ihop p.g.a. landhöjningen.  Öarna har efter den senaste istiden sakta men säkert rest sig ur havet och deras högsta punkter, som först dök upp ur havet för cirka 5000 år sedan, ligger i dag på cirka 40 m ö.h.

### Kronans ö
Själö var senast från 1500-talet framåt en ö som ägdes av den svenska kronan. Man vet att det på ön fanns en gård vid namn Fogdeby som odlades av två av kronans bönder. Senare lades Själö hospitals självhushållning gällande mat och djurens foder till gårdens åtaganden.

### Spetälskehospitalet

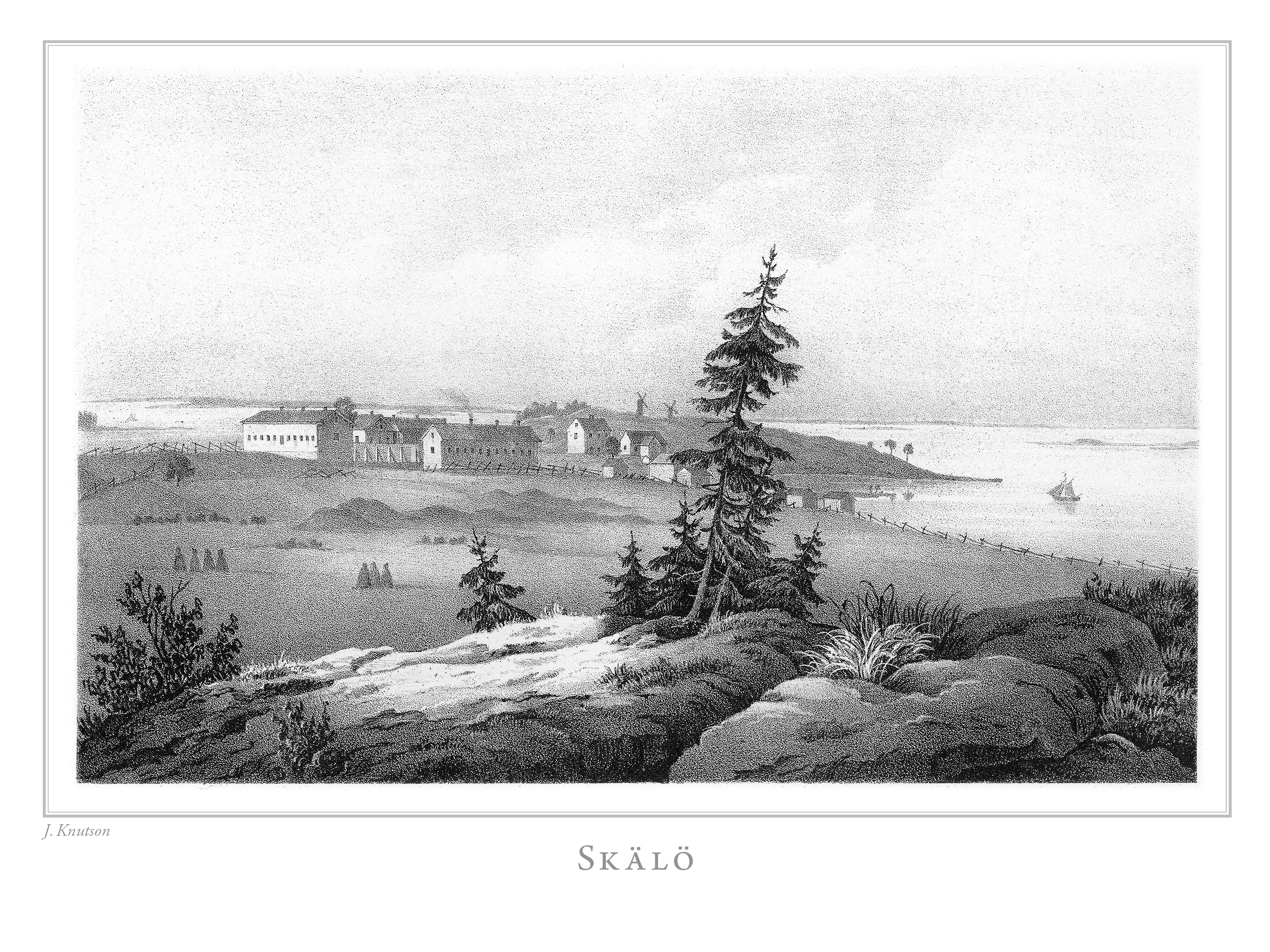
Litografi i Finland framstäldt i teckningar utgiven 1845-1852.

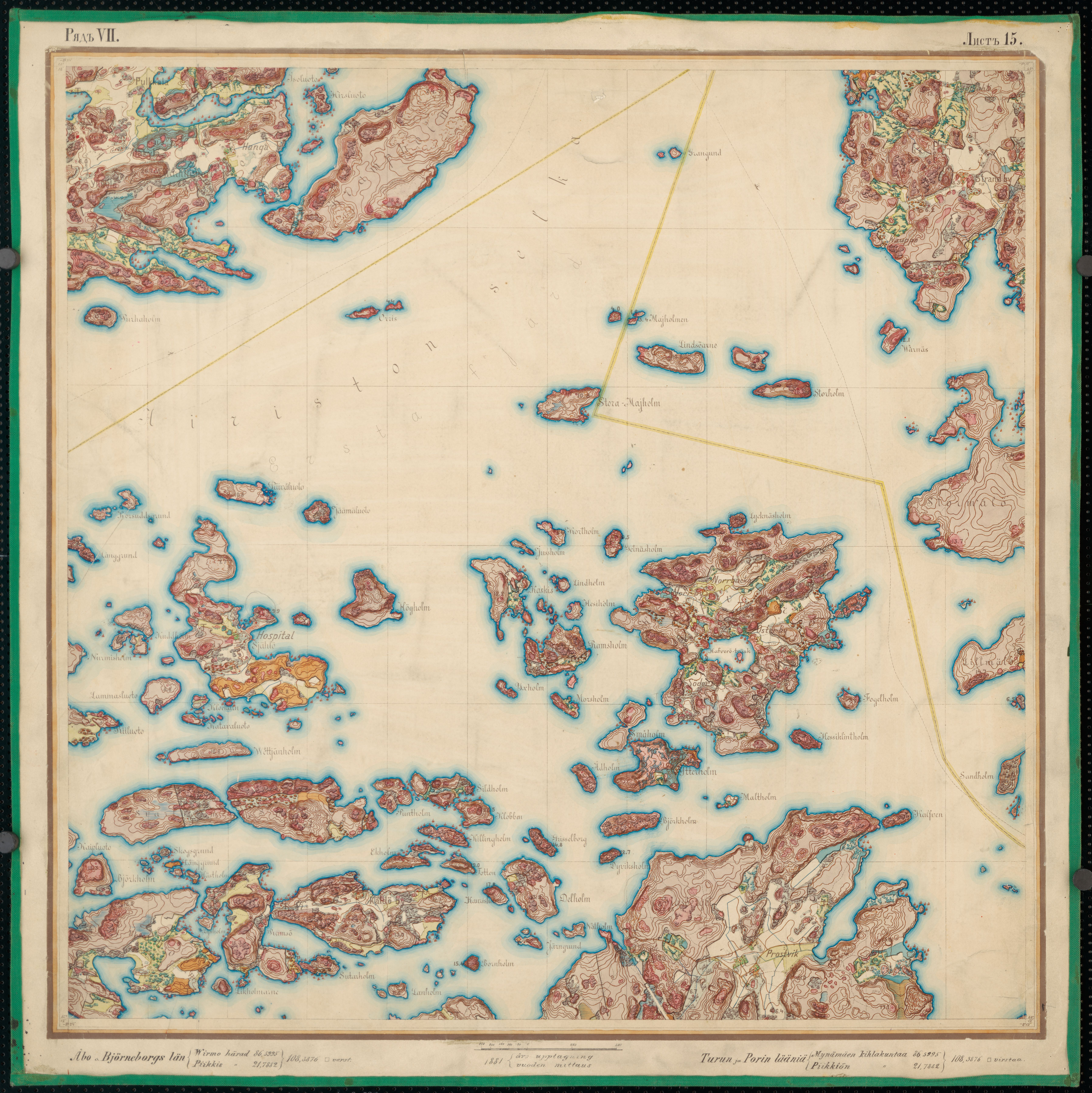
Senatsatlas, 1870–1907. Blad VII 15 Nagu. Själö till vänster i bild med ordet 'Hospital' utskrivet.

Själös historia som sjukhusö började år 1619, då kung Gustav II Adolf den 15 juli gav order om att grunda ett nytt hospital för spetälskepatienter utanför Åbo. Enligt ordern var spetälskan, eller lepran, Guds straff för befolkningens syndiga leverne och de gavs därför i uppdrag att hitta en ö där ett leprahospital kunde uppföras. Alla Åbos leprapatienter från andra hospital, men även sinnessjuka och andra kroniker, skulle omplaceras till det nya hospitalet. En delegation bestående av statsrådet Johan Skytte; slottsherren vid Åbo slott, herr Carl Oxenstierna; Jochim Berends och Johan Ottesson tog sig an kungens order. Själö valdes eftersom ön befinner sig i närheten av den livligt trafikerade farleden Åbo–Stockholm och för att man kände till att det fanns skyddade ankarplatser i dess vikar. På ön fanns dessutom en sandås som lämpade sig som begravningsplats.
De första patienterna flyttades till ön från S:t Görans hospital i Åbo som med start redan på 1300-talet hade fungerat som leprahospital. I det första skedet placerades ca 20 patienter på Själö. Byggnader för dem uppfördes på en mindre ö som låg öster om själva huvudön. År 1624 flyttades även en liten träkyrka som tillhört S:t Görans hospital till denna ö. Redan före detta, år 1622, hade Åbos hospialsbyggnader bränts till grunden av rädsla för smitta. I Åbo sköttes sjuka och skröpliga även i det s.k. helgeandsrummet som fungerade  i anslutning till S:t Görans hospital. Härifrån flyttades fattighjon och sinnessjuka till Själö från år 1624 framåt.

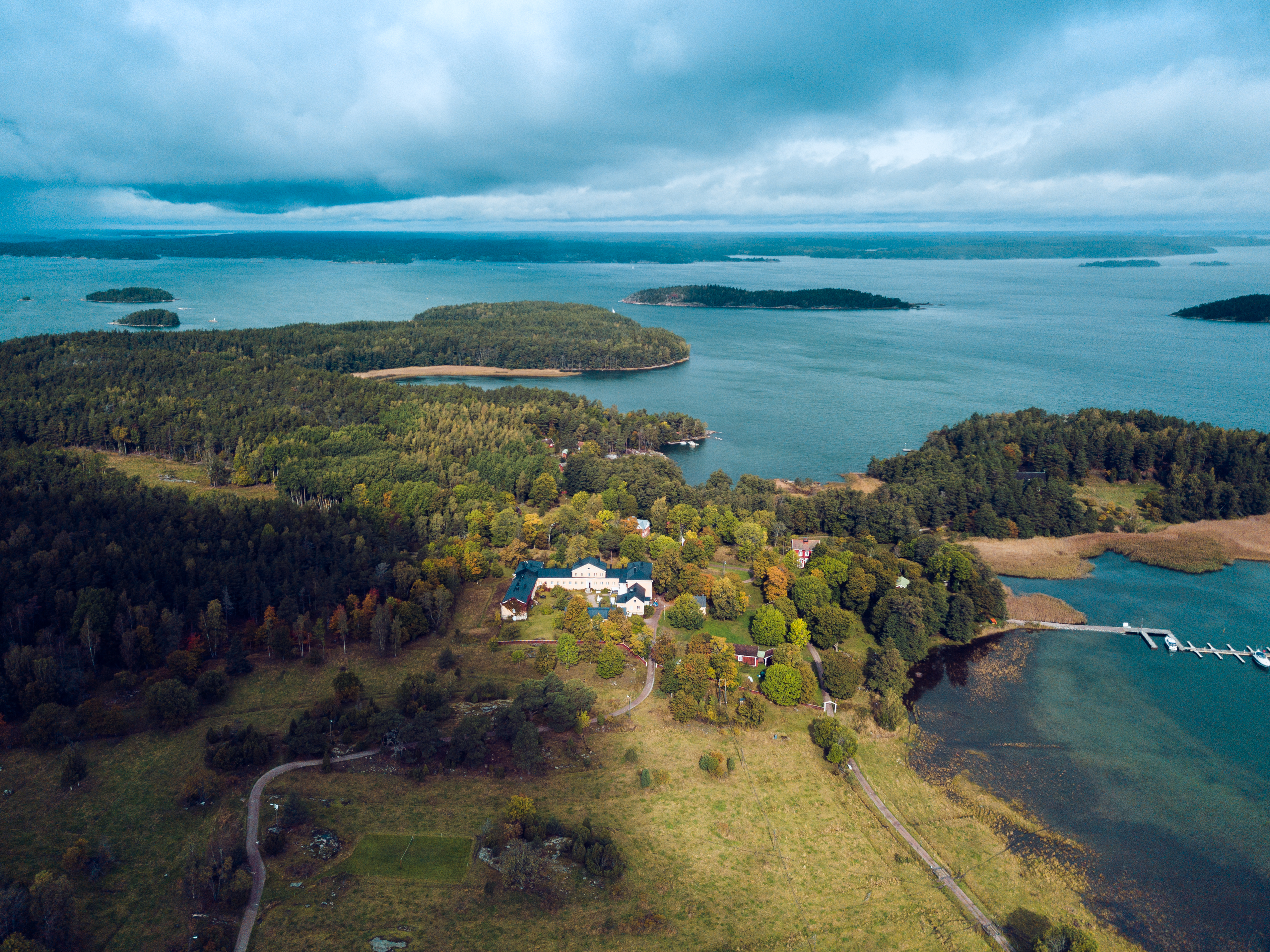
Hospitalet omgiven av skärgård
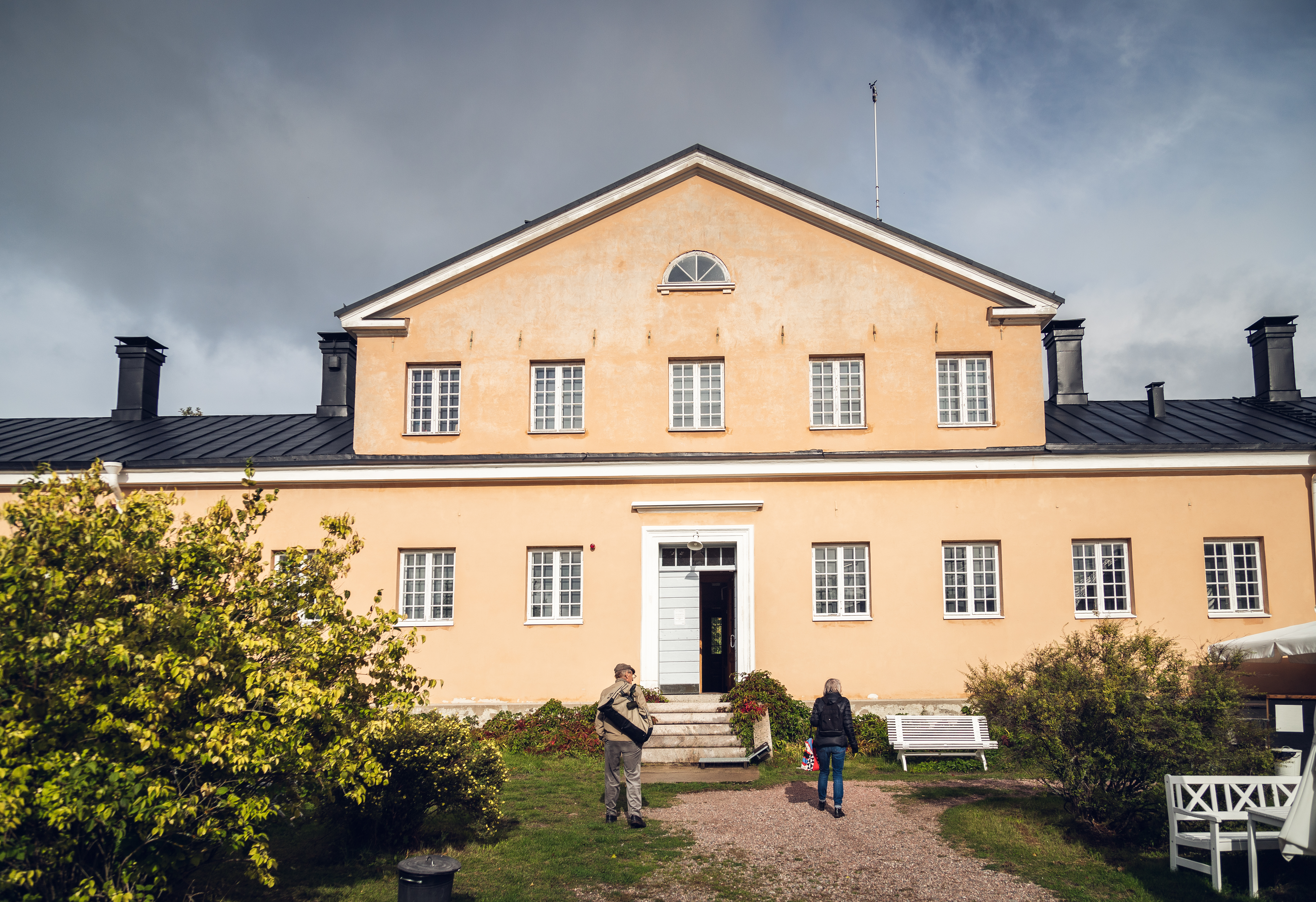
Själö hospital
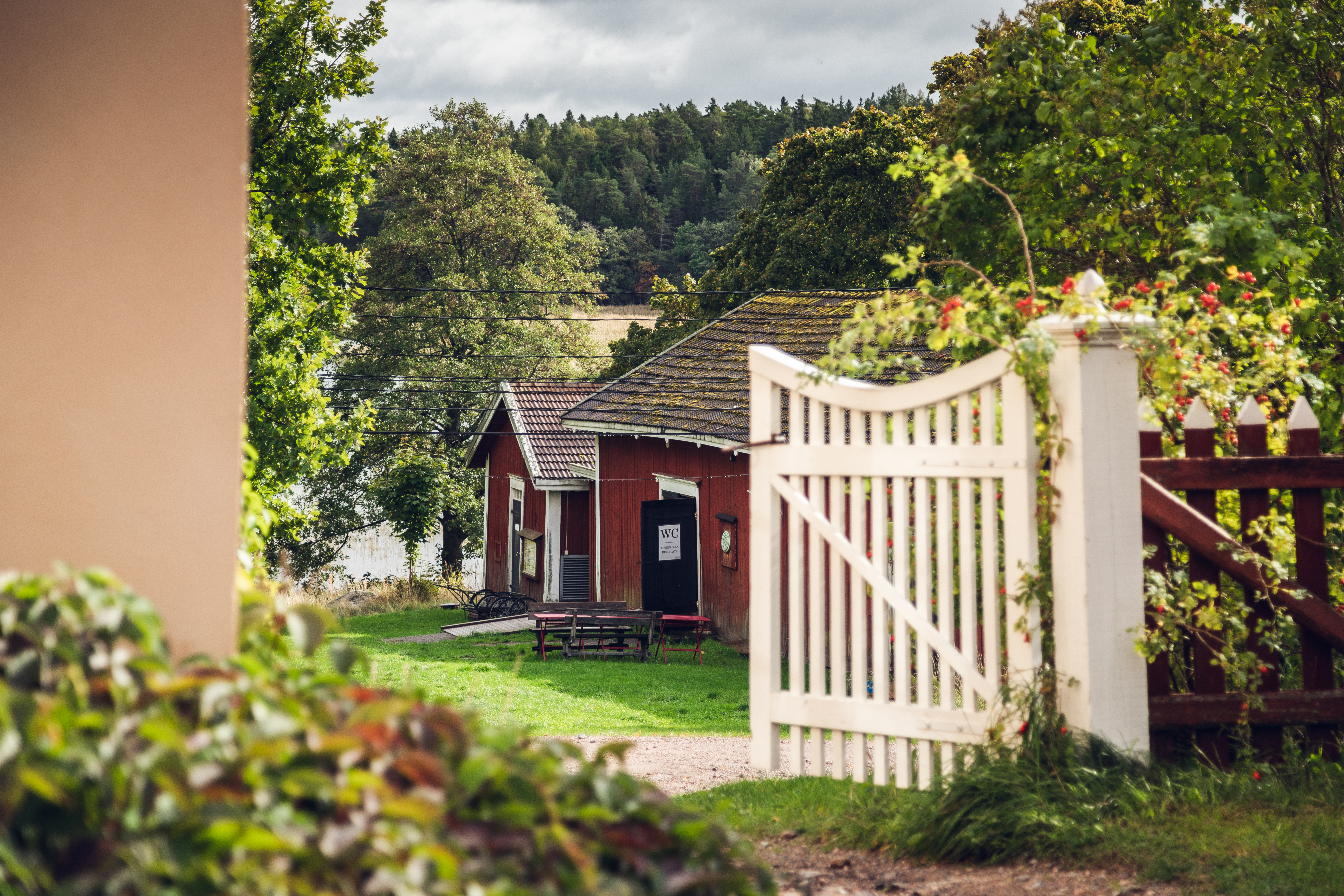
Gården utanför Själö hospital
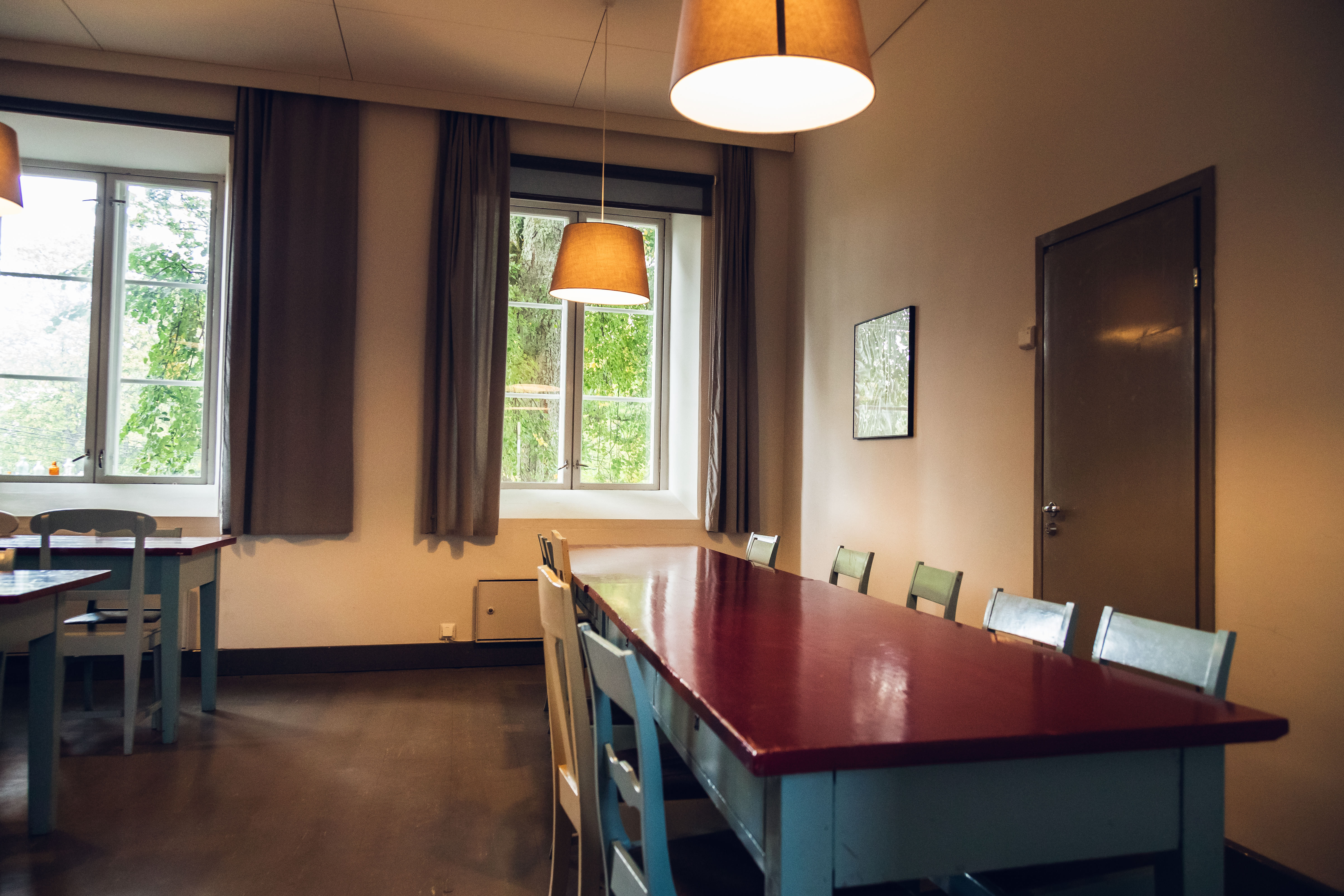
Själö hospital restaurang
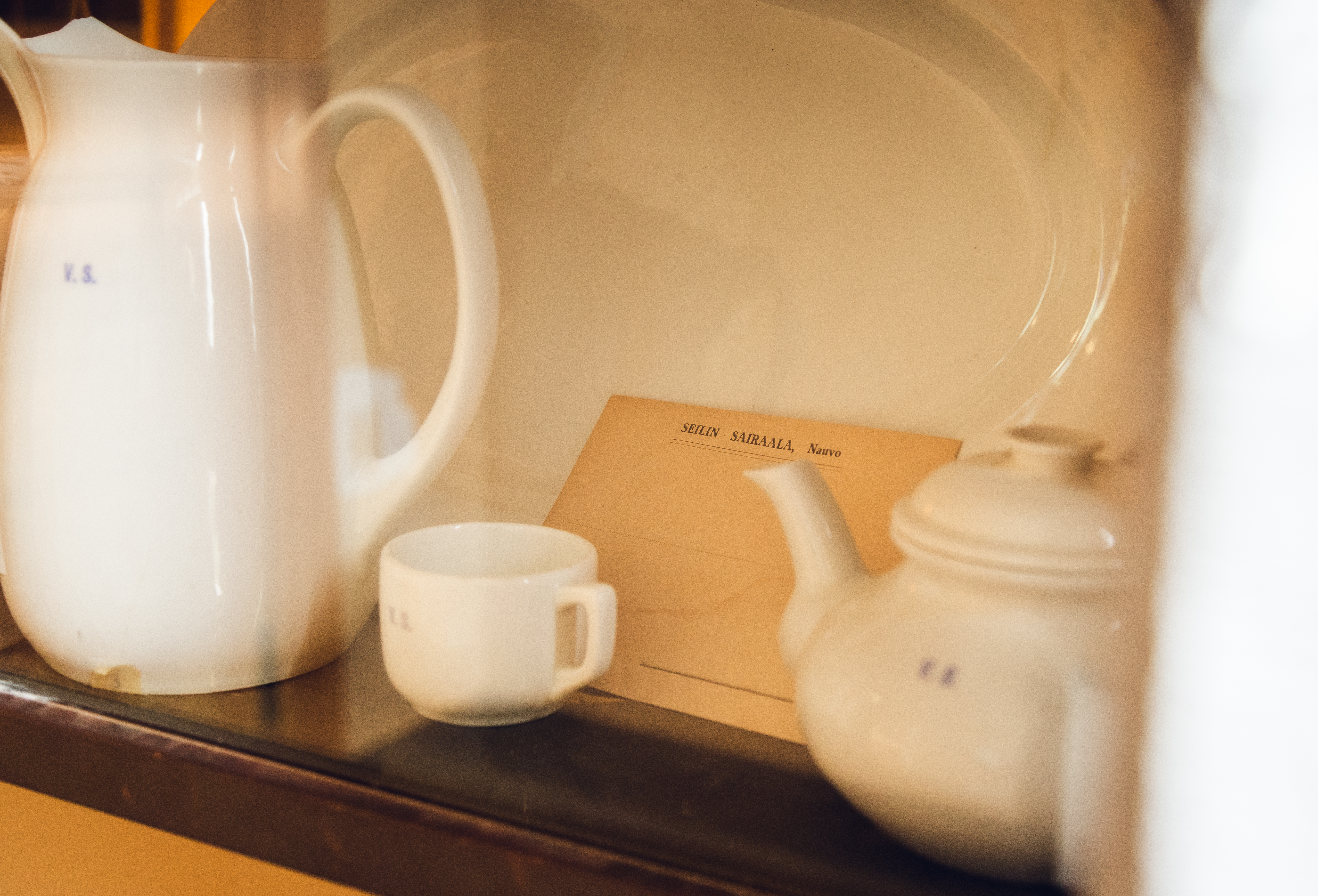
Detaljer inne i Själö hospital

Ett smalt sund åtskiljde de spetälska från huvudön i väster. I första skedet byggdes åt de sjuka fyra bostadshus, bagarstuga och bastu. Endast husgrunderna finns kvar efter dessa hus. På huvudön, där det redan från förut bedrevs jordbruk, byggdes prästgård, bostads- och hushållsbyggnader samt ett sjukhus för sinnessjuka och andra patienter. På grund av landhöjningen och sandavlagringar sitter de båda öarna numera ihop och den tidigare separata östra ön har blivit en udde som går under namnet Kyrkudden.
Under Stora ofreden 1713–1721 förföll byggnaderna och antalet patienter sjönk. Efter freden reparerades endast byggnaderna på huvudön och den gamla träkyrkan ersattes med en ny på samma plats år 1733. Denna kyrka står kvar ännu i dag. Efter Stora ofreden minskade antalet leprasjuka kraftigt.
Man ordnade inte med någon direkt sjukvård för de spetälska. Själö besöktes av en utbildad läkare första gången år 1686 och även efter det var besök av läkare ovanliga. Andra vårdmetoder var hembränt, helande vatten och Guds ord. Hospitalet leddes av landshövdingen och biskopen i Åbo. För den lokala övervakningen ansvarade kyrkoherden i Nagu. Efter Stora ofreden placerades i första hand mentalt sjuka på Själö. Den sista spetälskepatienten dog år 1785.

### Mentalsjukhuset

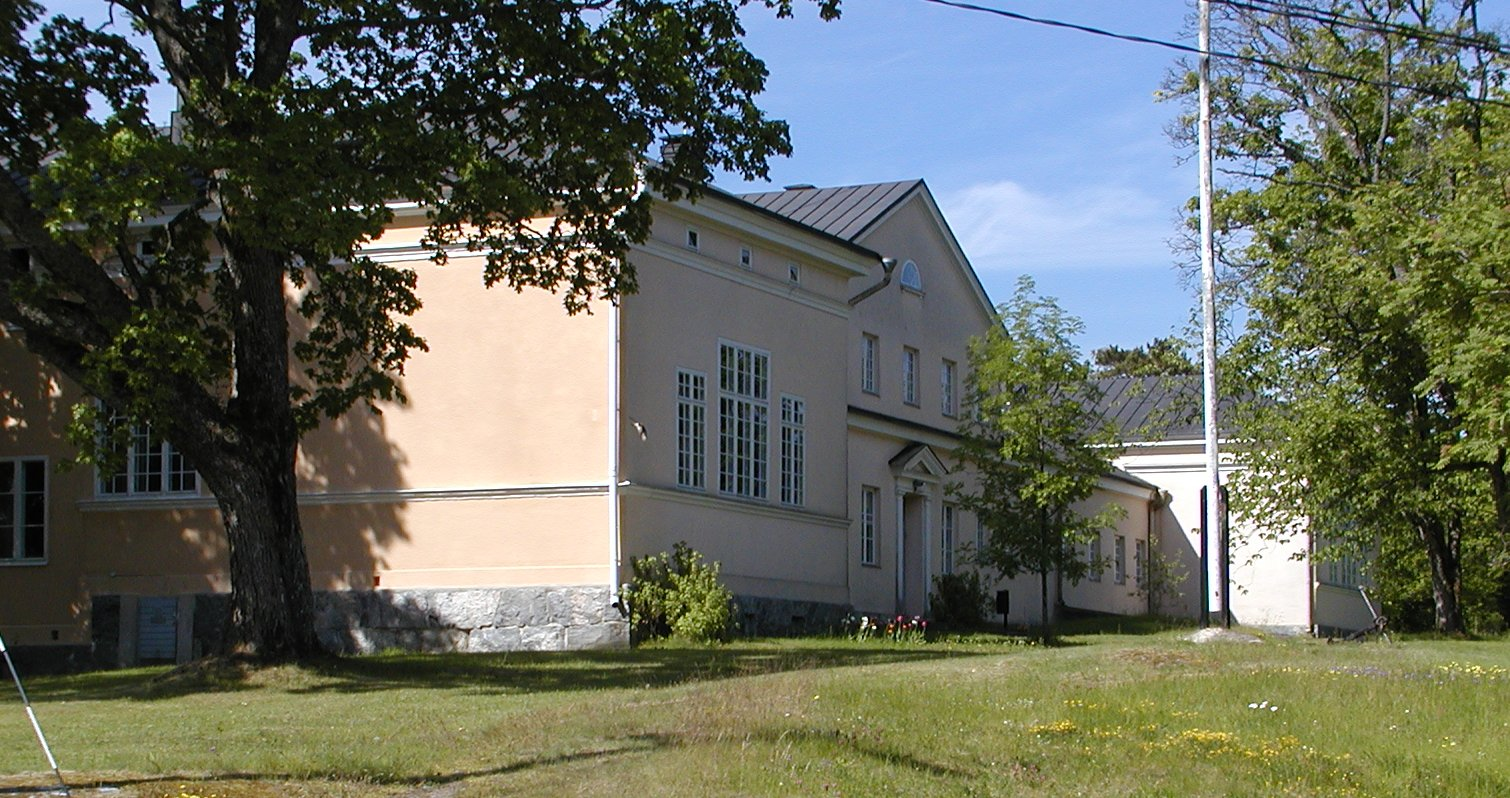
Åbo universitets byggnad, det tidigare sjukhuset

Mentalsjukhuset, omnämndes första gången år 1689 (fast patienter hade funnits på ön sedan 1624). Sjukhuset låg på kullen mitt emot Kyrkoudden och hade ännu i början av 1800-talet fyra "uråldriga och inte längre i bruk varande sjukrum".
Patientantalet på Själö varierade mellan 30 och 50. Sett till antalet platser var anstalten på sin tid Finlands största mentalsjukhus. Av 1700-talets timrade byggnader har förutom kyrkan endast prästgården bevarats. Den första av de stenbyggnader som ännu finns kvar öster- och söderom den fyrkantiga gården färdigställdes åren 1801–1803. På gårdens västra och norra sidor ersattes gamla trähus år 1851 med byggnader i sten som ritades av Åbos stadsarkitekt P.J. Gylichs. Resultatet blev en för skärgårdsmiljön mycket ovanlig nyklassicistisk helhet.
Inne i sjukhuset delades byggnaden av en lång korridor som kantades av rum för en person i storleken 1,87 x 2,07 meter. Personalen såg noggrant till att patienterna hölls isolerade och cellerna sköttes knappt alls. 

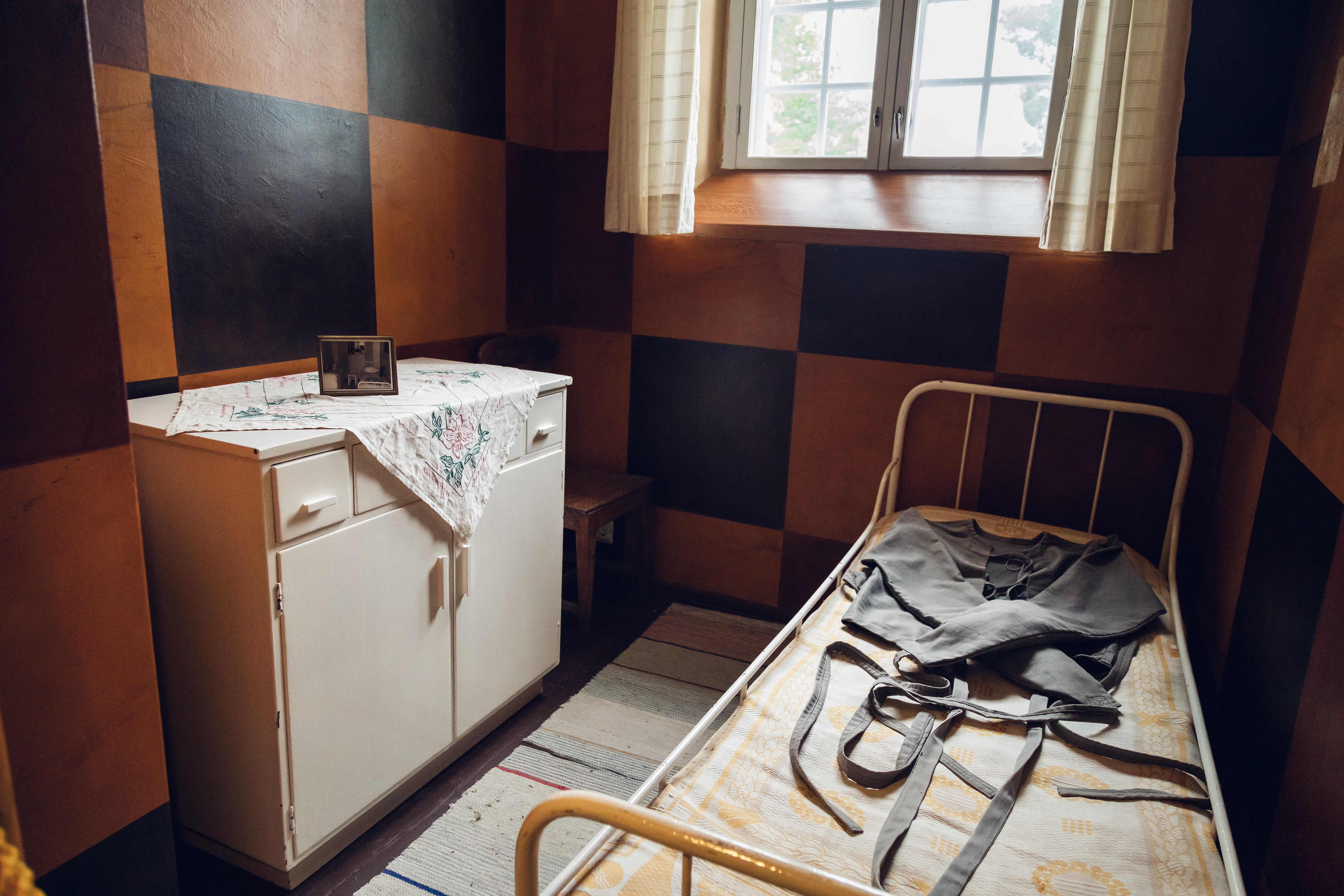
Patientrum i Själö hospital
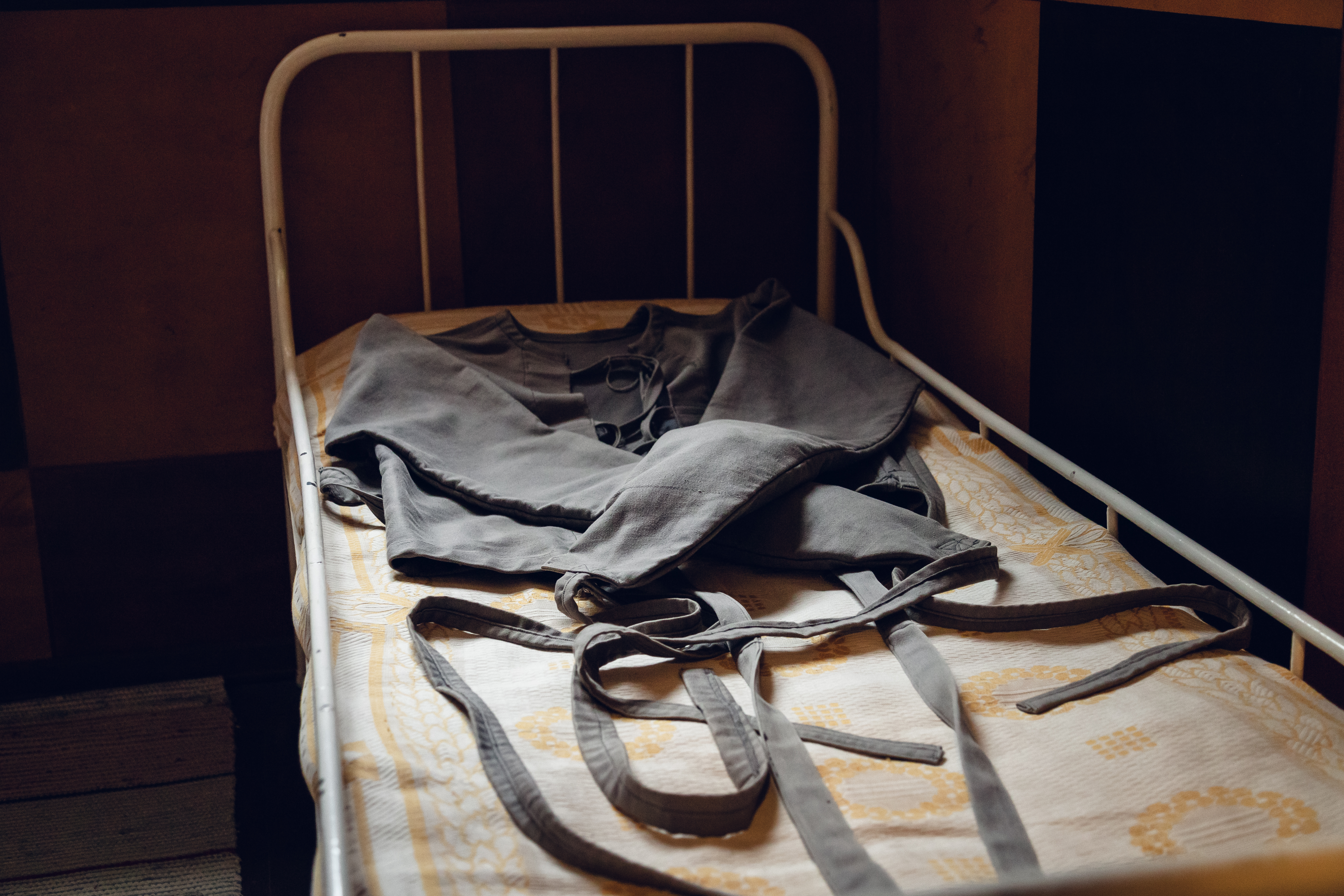
Sängen i ett patientrum
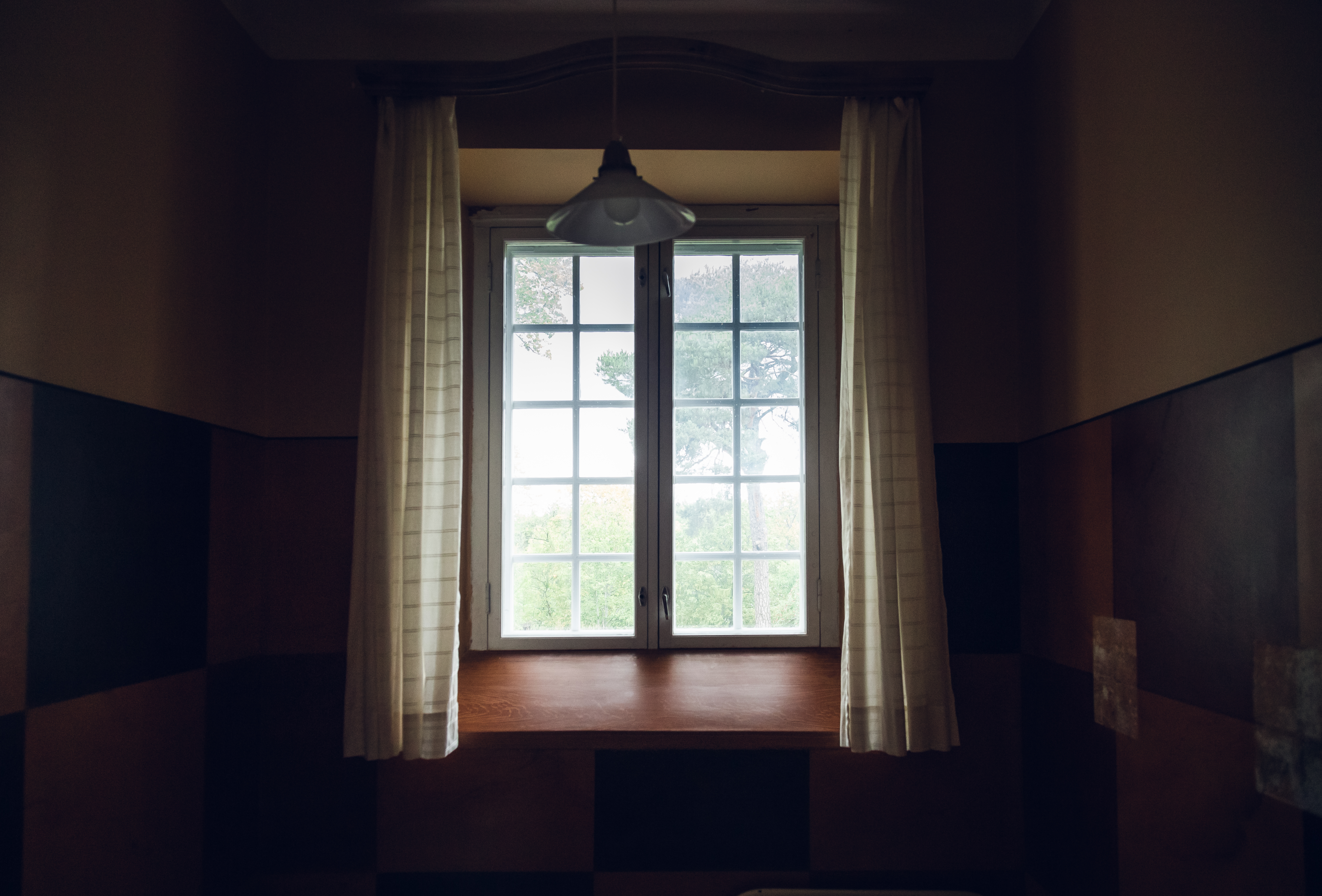
Galler över fönstret i patientrummet
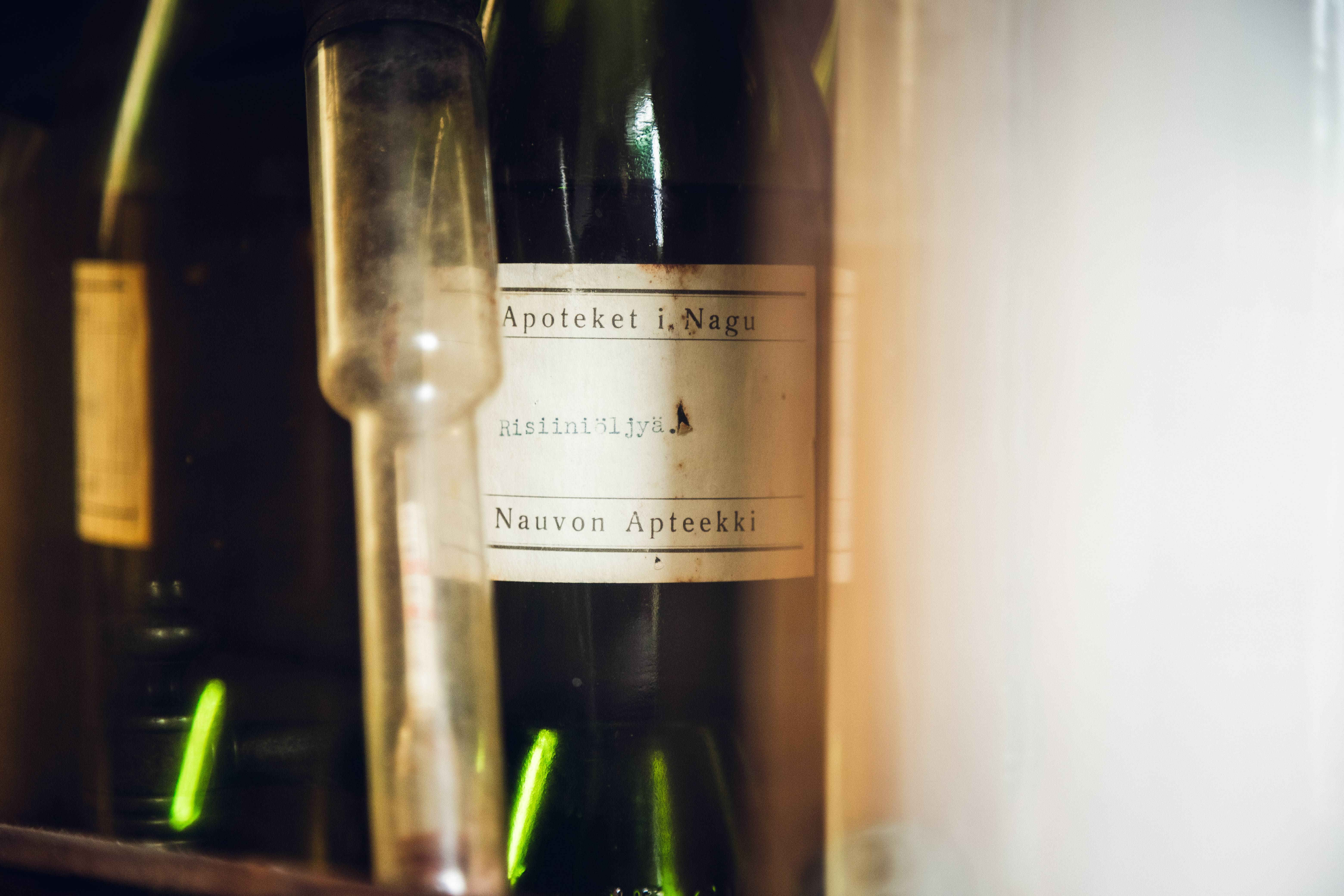
Apotek i Själö hospital

Under länsmyndigheternas olika granskningar under 1800-talet konstaterades sjukhusets verksamhet och skötseln av utrymmena vara dåligt skötta. Under 1820-talet planerades redan en flytt av hospitalet till Åbo, men planerna raserades av Åbo brand år 1827.
År 1841 bytte Själö namn från hospital till säkerhetsanstalt för obotligt mentalt sjuka. Utbyggnaden 1851 ökade patientplatserna till 67 och man kunde efter det flytta ännu fler patienter till Själö, bland annat från det nya mentalsjukhuset i Lappviken.
Själöhospitalets verksamhetsmodell ändrades igen år 1889. Då flyttades alla hospitalets manliga patienter till nybyggda säkerhetsfaciliteter i Kexholm och Själö inhyste hädanefter endast kvinnliga patienter. Själö var ett kvinnosjukhus fram till att verksamheten lades ner år 1962. Inga nya patienter hade då tagits emot från 1960 framåt. Isoleringens tid på Själö, och mera allmänt inom mentalvården i Finland, var över.
1985 föreslog professor Pekka Halonen att HIV-patienter kunde placeras på Själö på samma sätt som lepra- och mentalvårdspatienter tidigare. Förslaget vann inte understöd.

### Kulturlandskapet
Museiverket har definierat området med Själö hospital, gårdens byggnader, kyrkan, gravgården och prästgården som ett "Nationellt betydande bebyggt kulturlandskap". 

## Själö kyrka

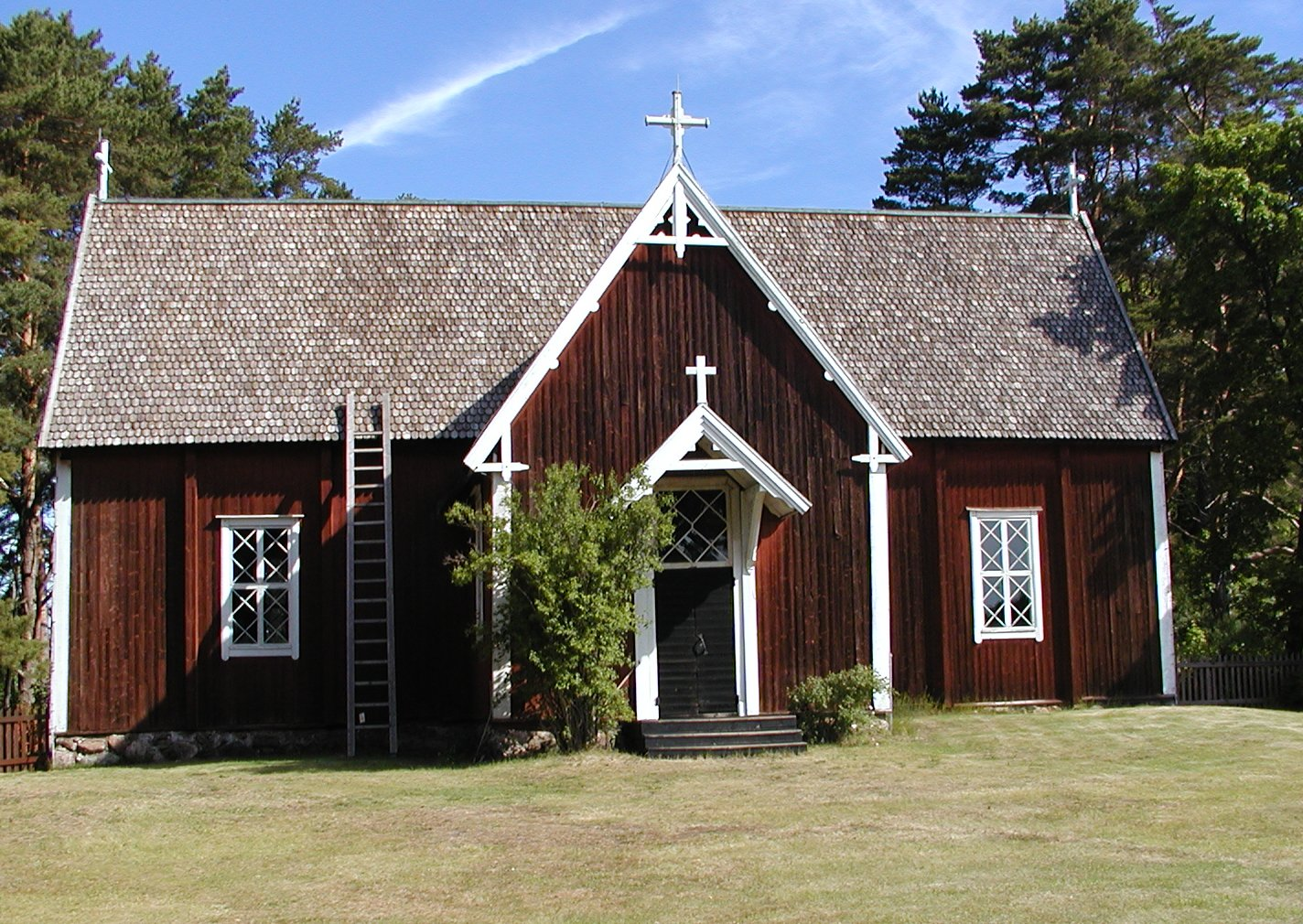
Själö kyrka.

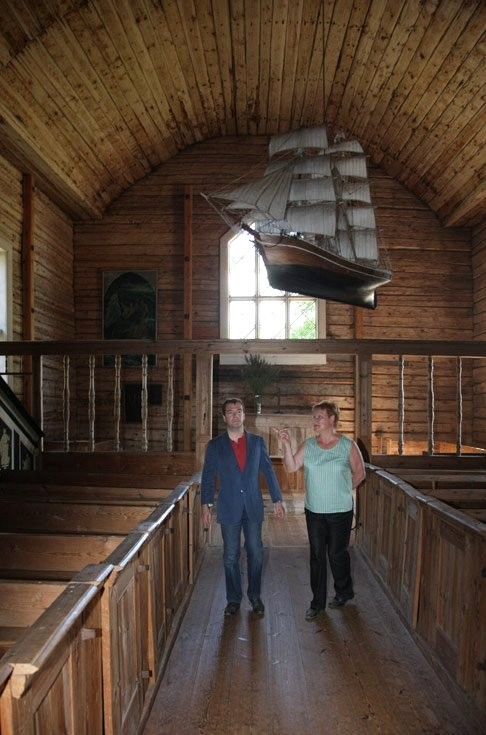
Rysslands president Dmitri Medvedev och Finlands president Tarja Halonen i Själö kyrka. Uppe i bilden ses kyrkans votivskepp.

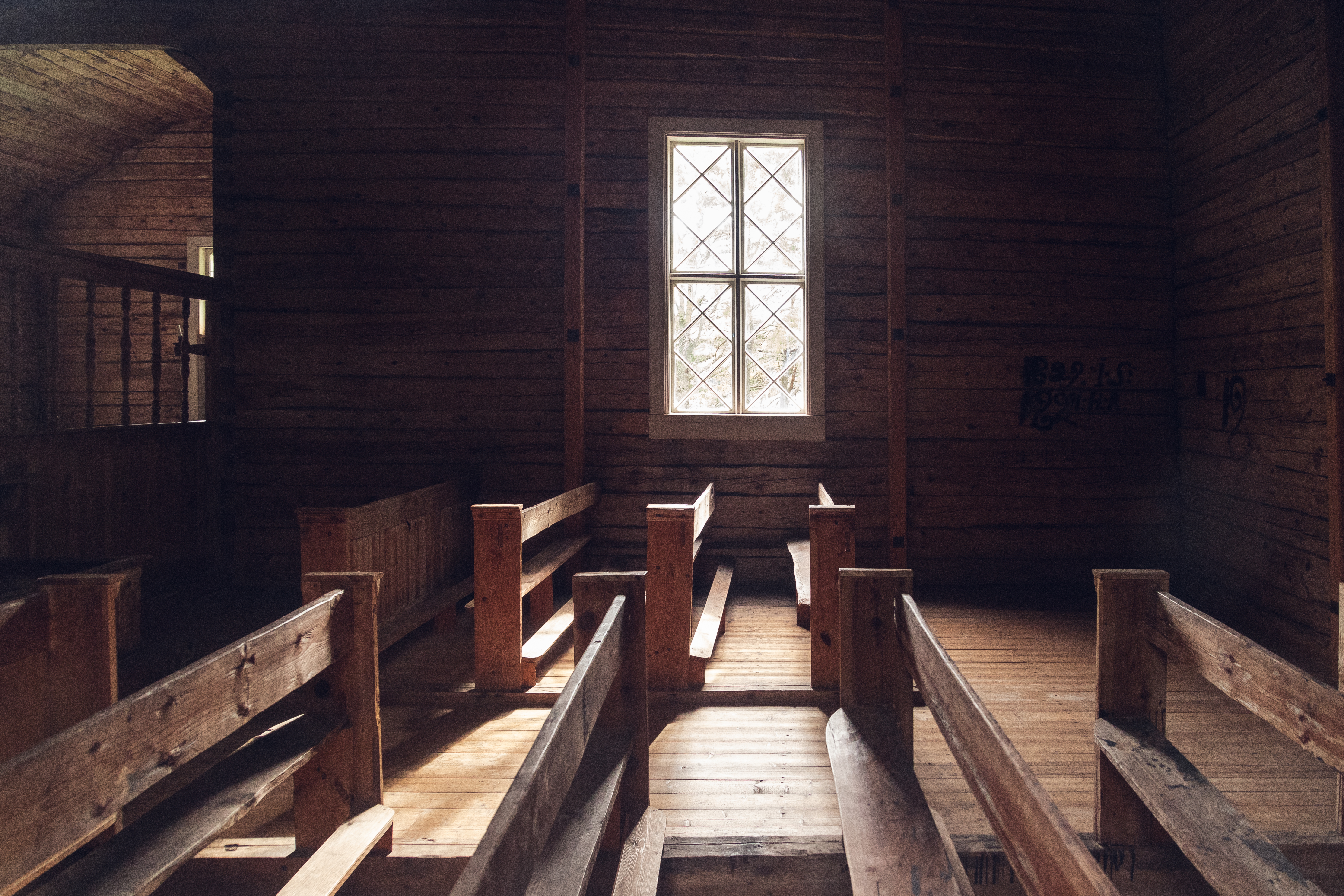
Själö Kyrka har enkel inredning

Själös nuvarande träkyrka byggdes år 1733 på samma plats där den första från Åbo flyttade kyrkan hade stått. Som byggmästare anges på en tavla i kyrkan Kaarle Jaakonpoika från Merimasku. Byggarbetena inleddes den 1 juni 1733 och avslutades 23 augusti samma år. Tre dagar senare invigdes kyrkan. 
Kyrkans inredning är enkel; alla ytor förutom predikstolen är i obehandlad stock.  Kyrkan är en korsformad kyrka med sakristian i den norra korsarmen och med altaret vänt mot öst. Den västra delen av långhuset avskiljs av ett skrank. Denna del av kyrkan var ämnad för "dem som besvärats av smittosamma sjukdomar", det vill säga de spetälska.
Den svart-vita predikstolen anses vara kyrkans enda ursprungliga utsmyckning. Numera finns i kyrkan även en målning av Helge Stén, "Storm på Genesaret" och ett för skärgårdskyrkor typiskt votivskepp i kyrkan. 
En speciell detalj för kyrkan är även klockstapeln, som inte finns i anslutning till kyrkan, utan ute på gården nära stranden. På kyrkans gård finns ett rött kors som är rest år 1982 till minnet av alla de 663 spetälskepatienter som dog på ön.
I dag fungerar kyrkan som en museikyrka och är öppen under sommaren. Ett litet inträde uppbärs. Nagu kapellförsamling ordnar gudstjänst i kyrkan tre gånger per sommar. I kyrkan ordnas även bröllop och konserter, varav den mest kända återkommande konserten infaller under Nagu kammarmusikdagar varje sommar.

## Skärgårdshavets forskningsinstitut
Finska staten överlät år 1964 Själö hospitals byggnader och kringliggande mark till Åbo universitet (finska: Turun yliopisto) som här grundade Skärgårdshavets forskningsinstitut. Forskningsinstitutets målsättning var att bedriva tvärvetenskaplig forskning om skärgårdens tillblivelse och människans etablering i området. Man hade före detta bedrivit forskning vid den biologiska stationen på Lohm i Korpo. Hospitalets andra land- och vattenområden överläts till Skogsforskningsinstitutet (Metla) och kyrkan till Museiverket.
Skärgårdshavets forskningsinstitut är en del av Åbo universitets Biodiversitetsenhet som har som uppgift att befrämja, koordinera och förverkliga forskning inom många olika discipliner i Skärgårdshavet och Östersjön. Enheten har kontors- och forskningsutrymmen både på Universitetsbacken i Åbo och den egentliga forskningsstationen på Själö. 

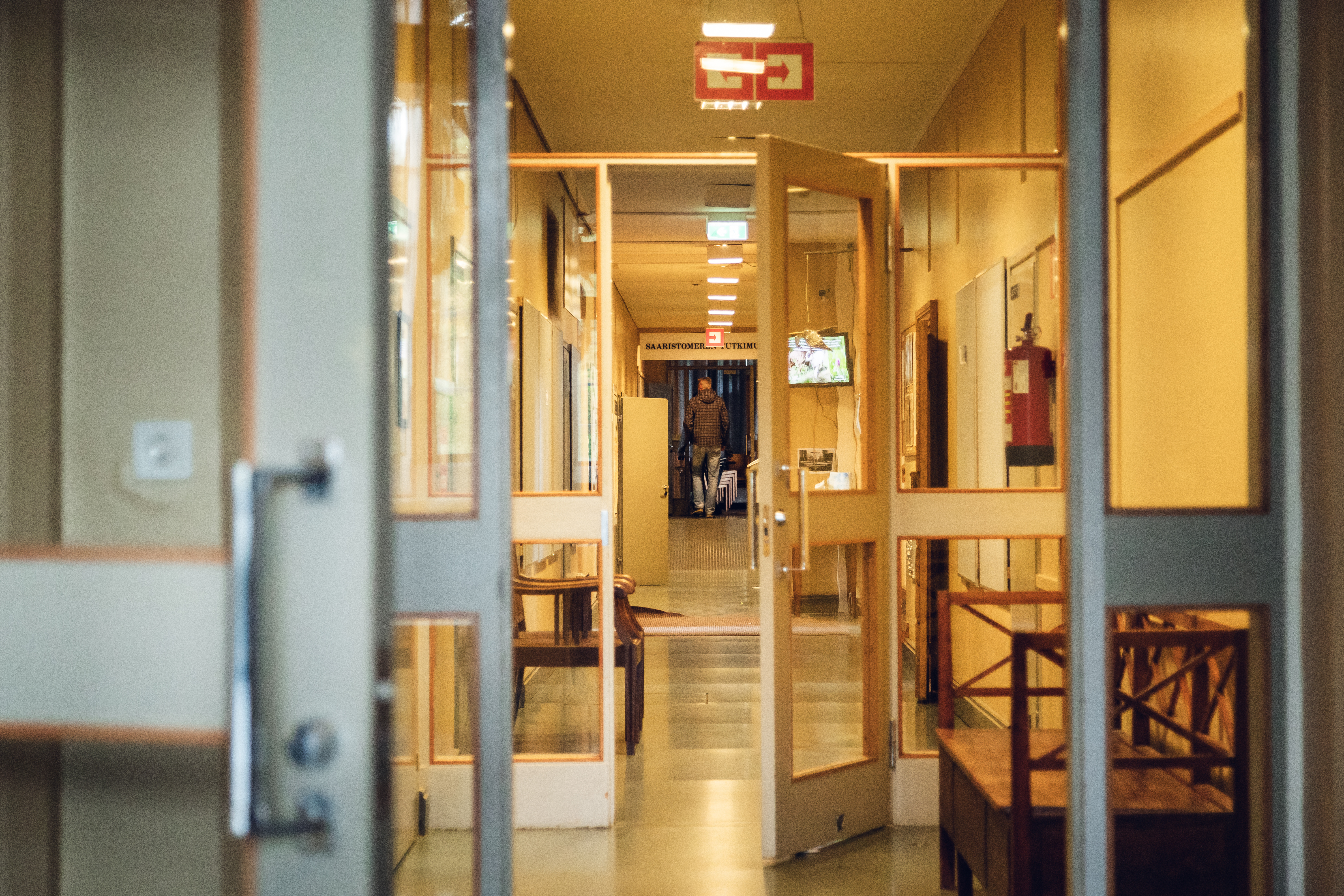
Dörr i Själö skärgårdshavets forskningsinstitut (vid Åbo universitet).
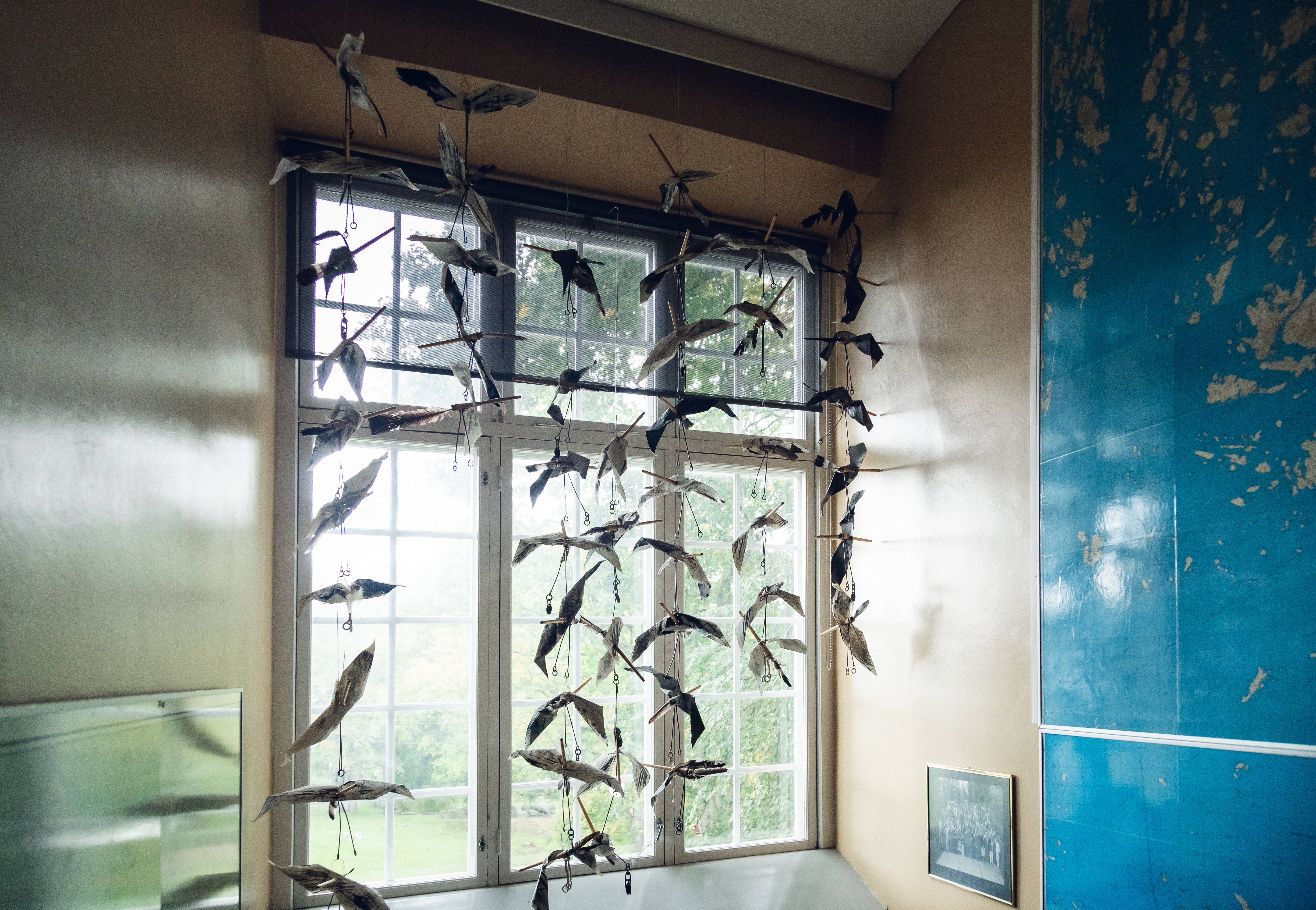
Fönster i Själö skärgårdshavets forskningsinstitut.
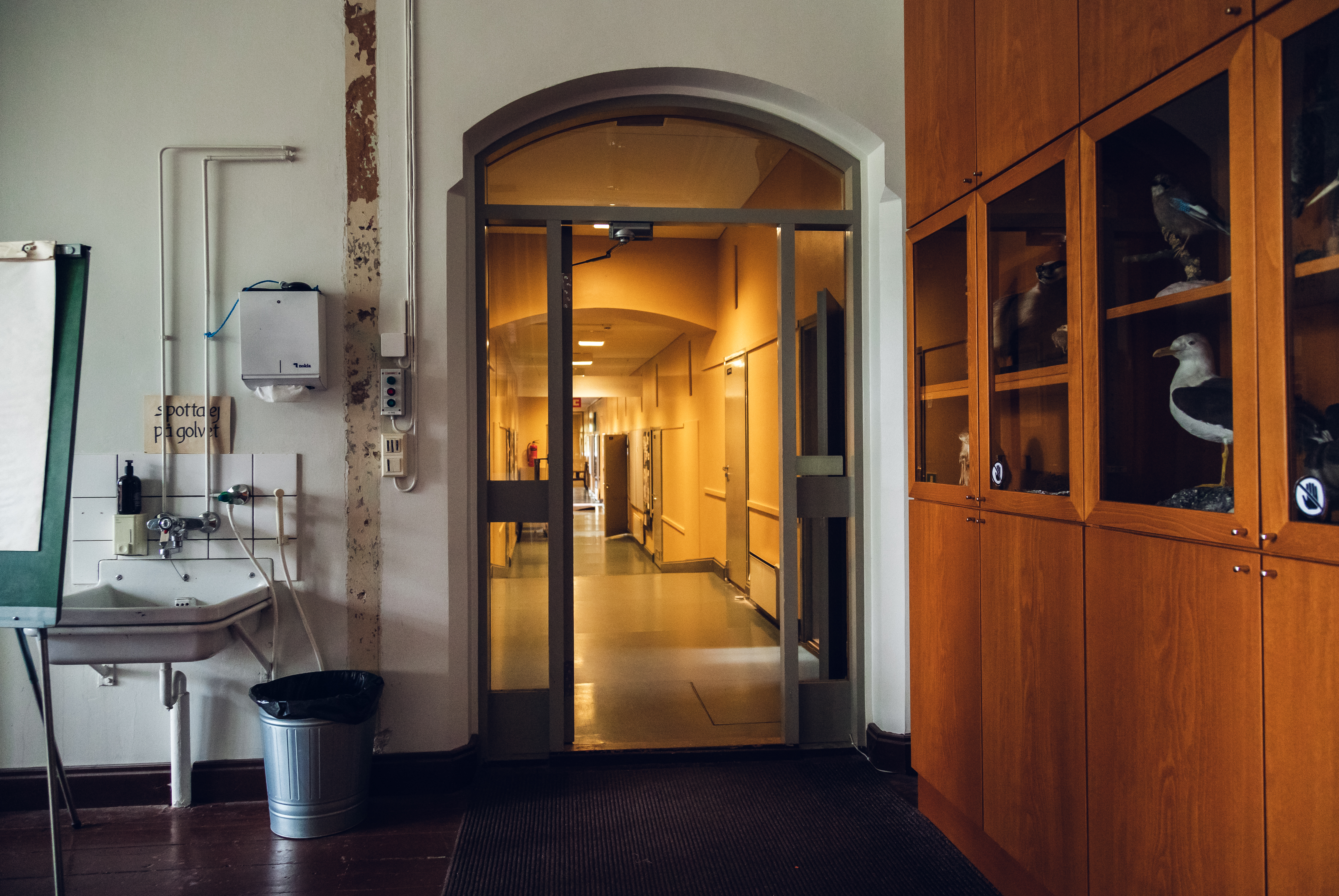
Rum i Själö skärgårdshavets forskningsinstitut.
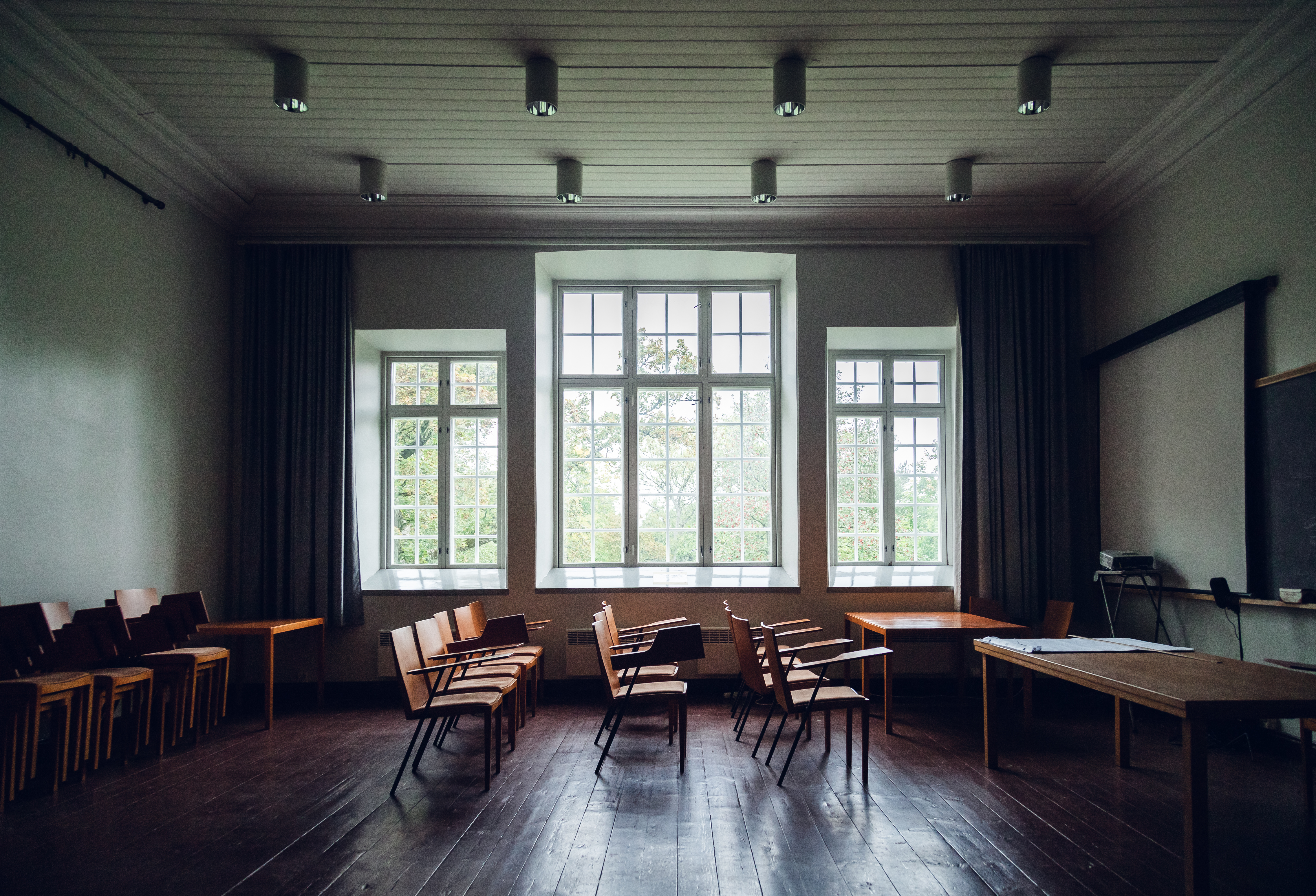
Rum i Själö skärgårdshavets forskningsinstitut.

I centrum för forskningen står havet, öarnas biologiska mångfald och fästingen. Genom Östersjöforskningen har universitetet bland annat som mål att förbättra Skärgårdshavets tillstånd. Utöver att stödja forskning samt forsknings- och kursaktiviteter omfattar institutionens verksamhet långsiktig övervakning av den marina miljön, vilket görs genom att regelbundet observera viktiga marina och väderrelaterade variabler.  En del av uppföljningen görs i samarbete med andra aktörer. Den kontinuerliga övervakningen inkluderar: lufttemperatur, luftfuktighet och lufttryck, nederbörd, havstemperatur och salthalt samt planktonsamhällets sammansättning. Forskningsinstitutet deltar också undervisningen i bio- och miljövetenskapliga ämnen vid Åbo universitet och erbjuder undervisningsmöjligheter och -verktyg för kurser och seminarier inom olika ämnen. Kurser och seminarier är en viktig del av verksamheten vid Själös forskningsstation. 
År 2015 köpte Åbo universitet merparten av forskningsinstitutets fastighet och kringliggande mark på Själö av Suomen Yliopistokiinteistö Oy. Från och med år 2017 har forskningsinstitutet varit en del av Åbo universitets Biodiversitetsenhet, dit även Lapplands forskningsstation (Kevo), Botaniska trädgården på Runsala, Aerobiologiska enheten och Naturvetenskapliga museet hör . Som en del av förändringen började man även utveckla besöksnäringen på Själö i en riktning som tar områdets natur och kulturvärden i beaktande. Tillsammans med Skärgårdskompaniet Oy Ab inleddes ett samarbete kring besökstjänsterna som har som mål att samtidigt erbjuda besökarna en möjlighet att bekanta sig med Själös mångsidiga kultur, natur och forskning.

## Terräng
Öns högsta punkt ligger 40 meter över havet. Den sträcker sig 2,3 kilometer i nord-sydlig riktning, och 1,7 kilometer i öst-västlig riktning. I omgivningarna runt Själö växer i huvudsak barrskog.